# Gare de Vesoul
Ne doit pas être confondue avec l'ancienne gare des chemins de fer vicinaux de Vesoul.
La gare de Vesoul est une gare ferroviaire française de la ligne de Paris-Est à Mulhouse-Ville, située à proximité du centre-ville de Vesoul, préfecture du département de la Haute-Saône, en région Bourgogne-Franche-Comté.
Elle est mise en service en 1858, par la Compagnie des chemins de fer de l'Est. C'est une gare de la Société nationale des chemins de fer français (SNCF), desservie par des trains régionaux des réseaux TER Bourgogne-Franche-Comté et TER Grand Est.
En septembre 2024, son bâtiment voyageurs subit des dommages importants lors d'un incendie.

## Situation ferroviaire
Établie à 221 mètres d'altitude, la gare de Vesoul est située au point kilométrique (PK) 380,965 de la ligne de Paris-Est à Mulhouse-Ville, entre les gares ouvertes de Culmont - Chalindrey et de Lure.
C'était une gare de bifurcation, avec la ligne de Besançon-Viotte à Vesoul (partiellement fermée et désaffectée) dont elle constituait l'aboutissement, au PK 469,6. Par ailleurs, la ligne de Vaivre à Gray, s'embranchant sur la ligne de Paris-Est à Mulhouse-Ville au niveau de l'ancienne gare de Vaivre, permettait de relier Vesoul à la gare de Gray.

## Histoire
La gare de Vesoul se trouve sur le tracé de la ligne de Paris à Mulhouse. Elle est mise en service le 22 février 1858 — par la Compagnie des chemins de fer de l'Est — lors de l'ouverture de la section entre Vesoul et Langres. L'ouverture de la section entre Vesoul et Belfort, le 26 avril 1858, permet la mise en service de l'ensemble de la ligne.
Le 14 septembre 2024, un incendie ravage la toiture du corps central du bâtiment voyageurs ; elle s'effondre dans le hall,. Le trafic ferroviaire est conséquemment interrompu, en l'occurrence jusqu'au 30 septembre suivant.

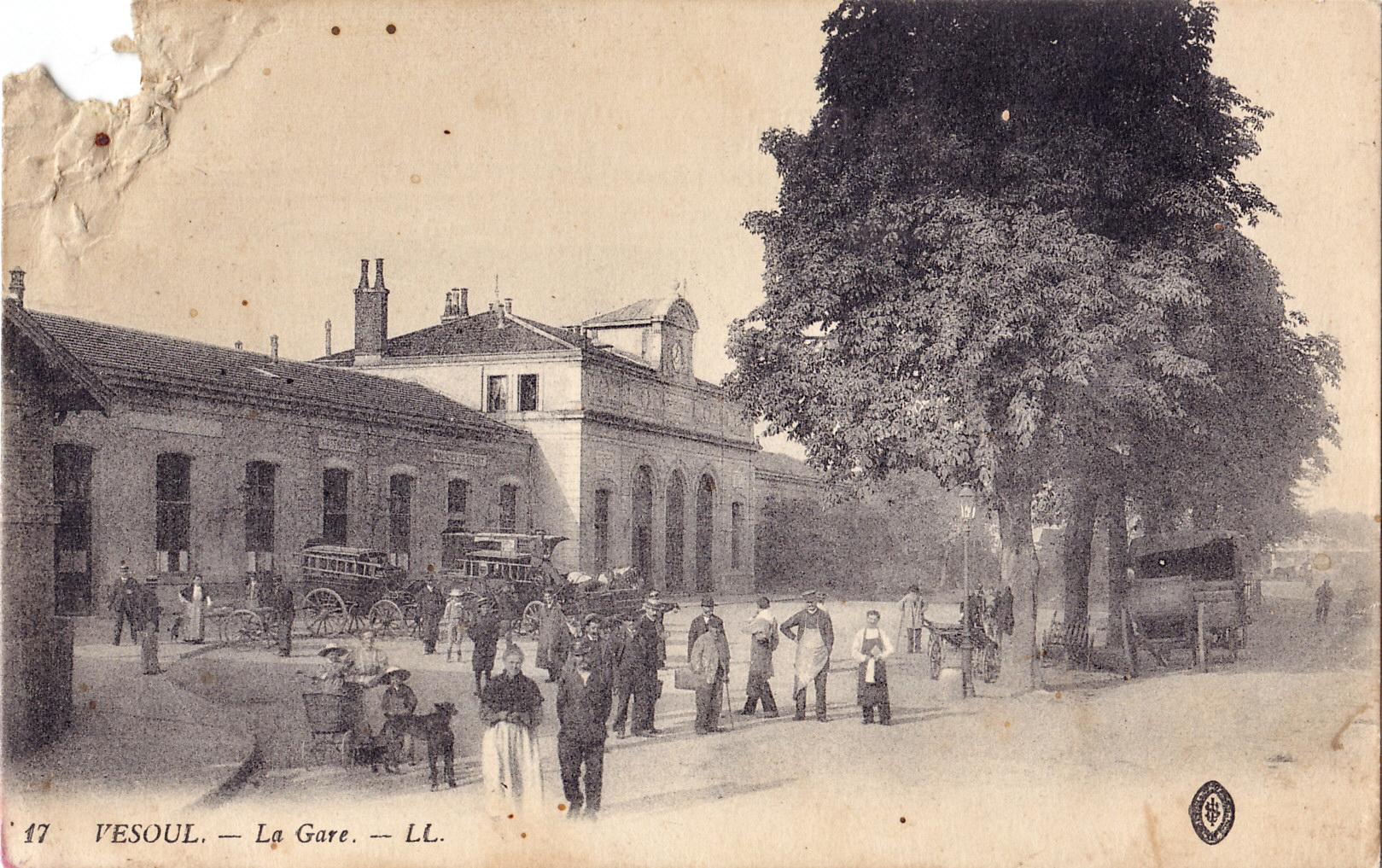
La gare, vers 1919.
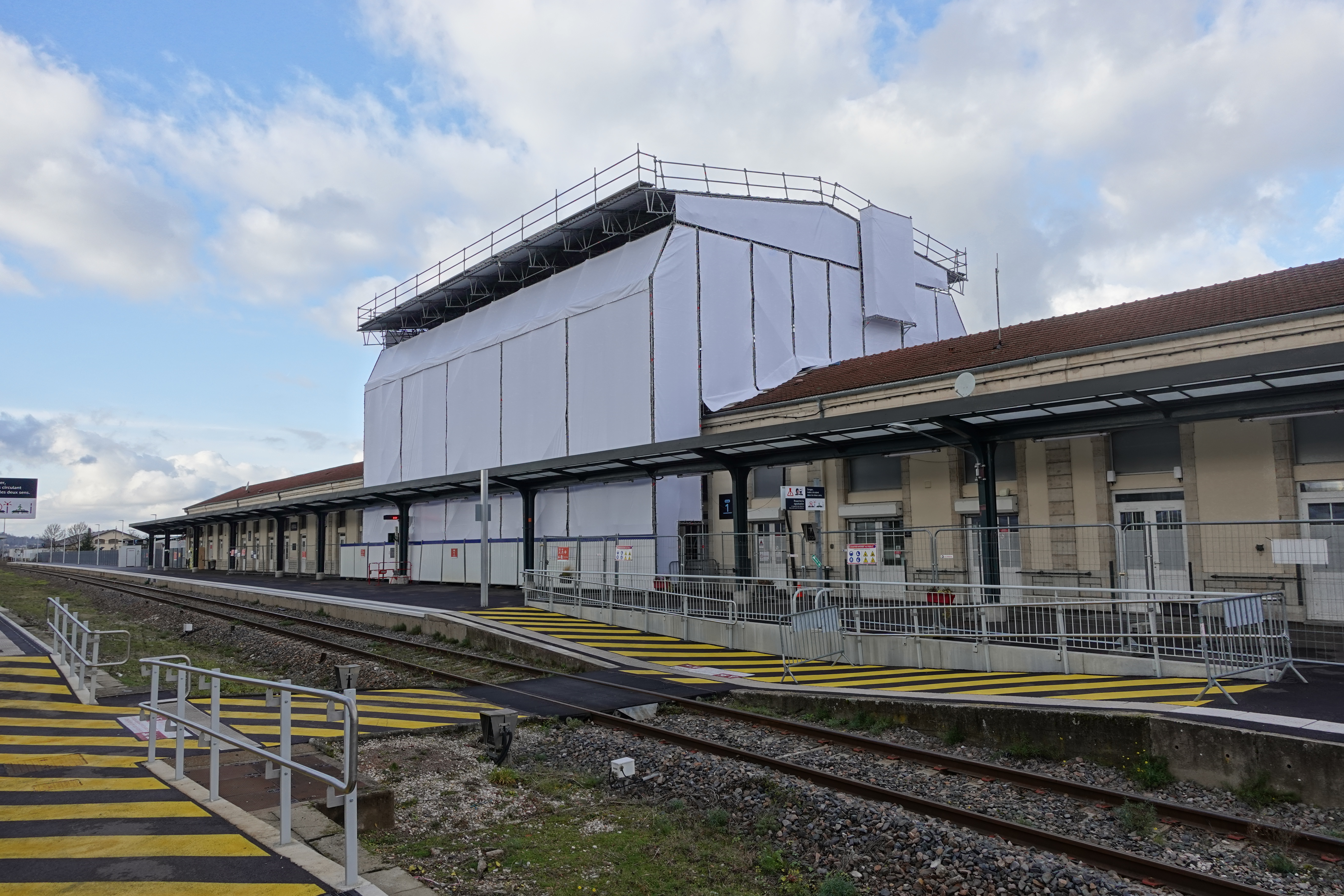
Le bâtiment voyageurs, en décembre 2024. La partie endommagée est protégée par une bâche.

## Fréquentation
De 2015 à 2024, selon les estimations de la SNCF, la fréquentation annuelle de la gare s'élève aux nombres indiqués dans le tableau ci-dessous.
| Année                      | 2015    | 2016    | 2017    | 2018    | 2019    | 2020    | 2021    | 2022    | 2023    | 2024    |
| -------------------------- | ------- | ------- | ------- | ------- | ------- | ------- | ------- | ------- | ------- | ------- |
| Voyageurs                  | 362 663 | 329 654 | 332 084 | 245 423 | 200 673 | 161 860 | 181 620 | 238 617 | 223 051 | 236 846 |
| Voyageurs et non voyageurs | 453 328 | 412 068 | 415 106 | 306 779 | 250 841 | 202 326 | 227 026 | 298 271 | 278 813 | 296 057 |

## Service des voyageurs

### Accueil
Gare de la SNCF, elle dispose d'un bâtiment voyageurs, néanmoins fermé en raison de l'incendie du 14 septembre 2024.

### Desserte

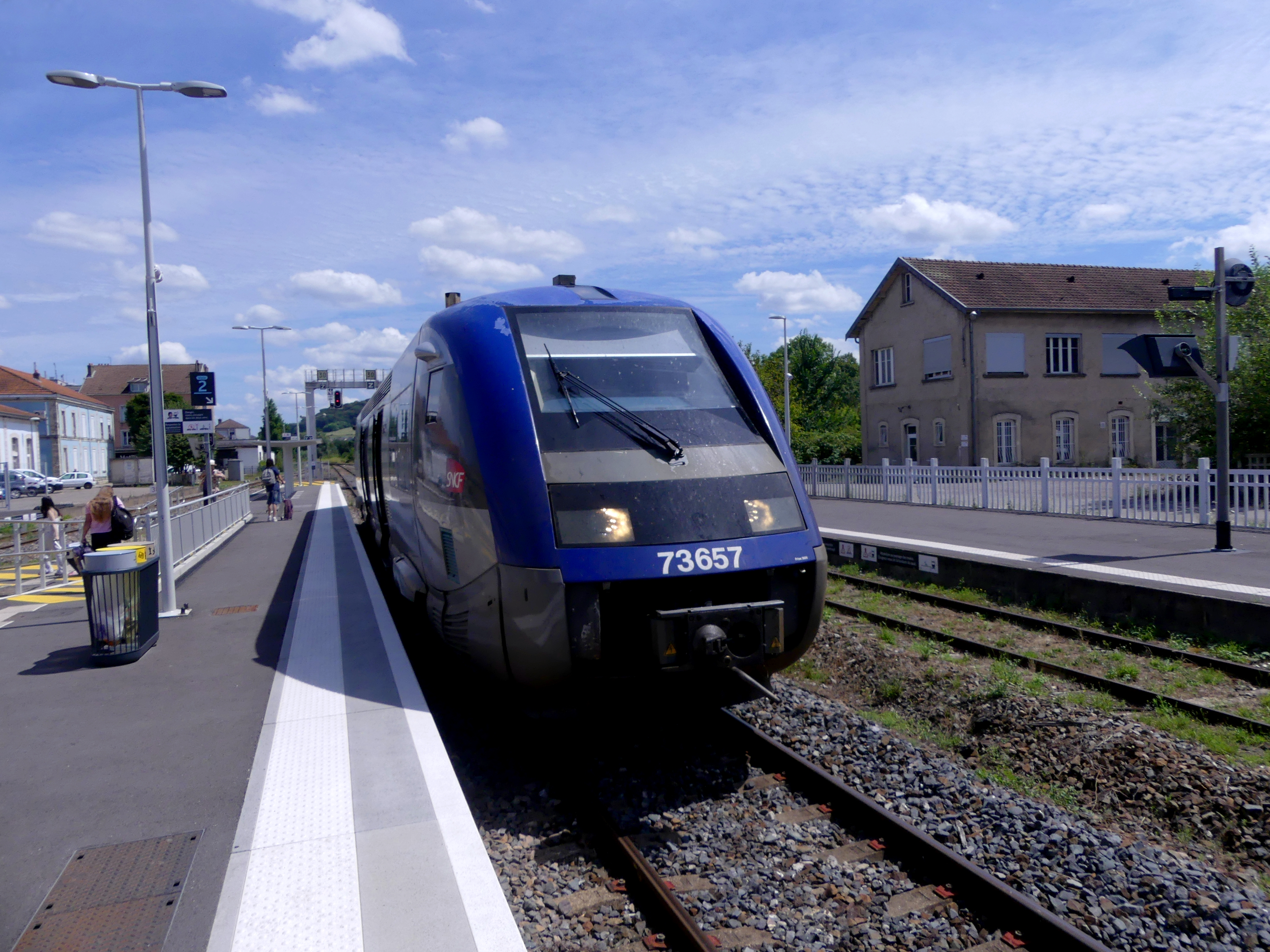
Une rame TER (X 73500), desservant la gare.

La gare est desservie par les trains TER Grand Est de la relation Paris-Est – Troyes – Culmont - Chalindrey – Vesoul – Belfort – Mulhouse-Ville.
Elle est également desservie par des trains TER Bourgogne-Franche-Comté, qui effectuent des missions entre Vesoul et Belfort.

### Intermodalité

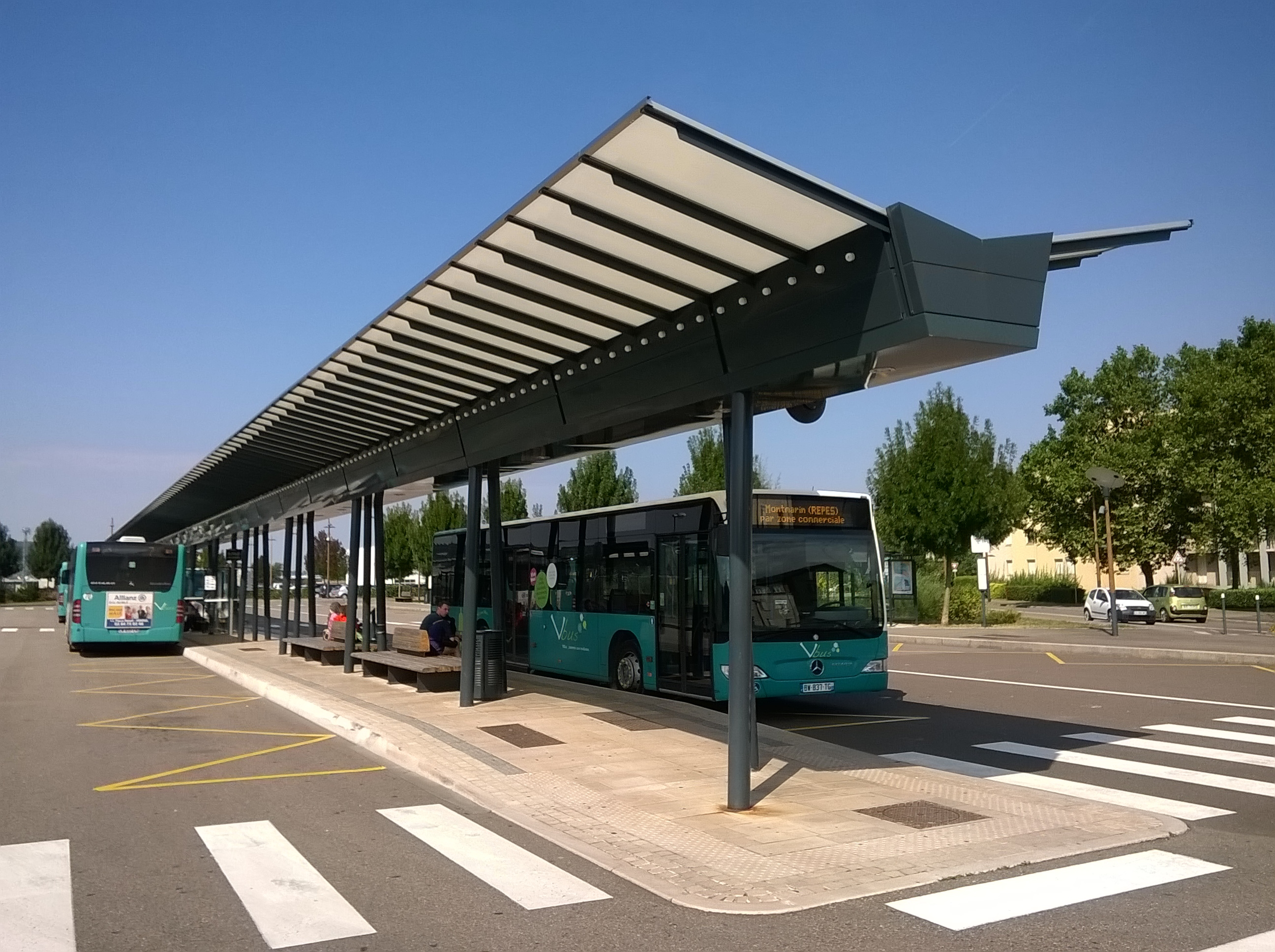
La gare routière.

Un parc pour les vélos et un parking (disposant de places réservées aux personnes à mobilité réduite) sont aménagés à ses abords, ainsi qu'un dépose-minute et une station de taxis.
La gare routière attenante fait office de pôle d'échanges, pour toutes les lignes du réseau Vbus. Elle constitue également le point de départ ou d'arrivée des autocars des lignes Mobigo Vesoul – Luxeuil-les-Bains, Vesoul – Besançon-Viotte ou Vesoul – Besançon via Rioz, et Vesoul – Gray.